# Два капітани (роман)
«Два капітани» — пригодницький роман радянського письменника Веніаміна Каверіна, який був написаний у 1938—1944 роках. Роман витримав більше сотні перевидань, виходив, в тому числі, в першому виданні серії «Бібліотека пригод». За нього Каверіну присуджена Сталінська премія другого ступеня (1946).
Девіз роману — слова «Боротися і шукати, знайти і не здаватися» — це заключний рядок з хрестоматійного вірша лорда Теннісона «Улісс» (в оригіналі: To strive, to seek, to find, and not to yield). Цей рядок також викарбувано на хресті в пам'ять про загиблу експедицію Роберта Скотта до Південного полюса, на пагорбі Обсервер.

## Сюжет
Німий сирота Саня Григор'єв з провінційного міста Енськ мав відмінну пам'ять. Серед вражень його дитинства був лист штурмана, віднайдений в сумці загиблого листоноші. В ньому йшлося про експедицію в Північний Льодовитий океан.
Після несправедливого арешту батька і смерті матері Саню Григорьєва відправляють у притулок. Втікши в Москву, він потрапляє спочатку в розподільник для безпритульних, а потім в школу-комуну. Силою обставин Саня знайомиться з племінницею директора школи, Миколи Антоновича, Катею Татариновою, яка виявляється донькою капітана з віднайденого в Енську листа.
Багато років по тому, вивчивши знайдені ненцями реліквії полярної експедиції, Саня розуміє, що саме Микола Антонович став винуватцем загибелі капітана Татаринова, який у 1912 р. очолював експедицію, що відкрила Північну Землю. Під час радянсько-німецької війни Саня служить у військовій авіації. Під час одного з вильотів він виявляє тіло капітана разом з його звітами. Знахідки дозволяють йому пролити світло на обставини загибелі експедиції і виправдатися в очах Каті, яка стає його дружиною.

## Робота над книгою
Образ капітана Івана Львовича Татаринова нагадує про декілька історичних постатей. У 1912 році в плавання відправилися три російських полярних експедиції: на судні «Св. Фока» під командуванням Георгія Сєдова, на шхуні «Св. Анна» під керівництвом Георгія Брусилова і на боті «Геркулес» за участю Володимира Русанова. Експедиція на шхуні «Св. Марія» в романі фактично повторює терміни подорожі і маршрут «Святої Анни». Зовнішність, характер і погляди капітана Татаринова ріднять його з Георгієм Сєдовим. Пошуки експедиції капітана Татаринова нагадують про пошуки експедиції Русанова.
Доля персонажа роману штурмана «Св. Марії» Івана Климова перегукується зі справжньою долею штурмана «Святої Анни» Валеріана Альбанова.
Незважаючи на те, що книга вийшла в роки розквіту культу особи і в цілому витримана в героїчній стилістиці соцреалізму, ім'я Сталіна згадується в романі всього один раз (в главі 8 частини 10).

## Адаптації
Перший переклад українською мовою виданий у 1949 році.
Роман був двічі екранізований:
- Два капітана (фільм, 1955)
- Два капітани (фільм, 1976)

У 2001 році за мотивами роману був поставлений мюзикл «Норд-Ост».